# Borbela e Lamas de Olo
Borbela e Lamas de Olo (llamada oficialmente União das Freguesias de Borbela e Lamas de Olo) es una freguesia portuguesa del municipio de Vila Real, distrito de Vila Real.

## Historia
Fue creada el 28 de enero de 2013 en aplicación de una resolución de la Asamblea de la República de Portugal promulgada el 16 de enero de 2013 con la unión de las freguesias de Borbela y Lamas de Olo, pasando su sede a estar situada en la antigua freguesia de Borbela.

## Demografía
| Gráfica de evolución demográfica de Borbela e Lamas de Olo entre 2011 y 2021 |
|                                                                              |
| Datos según el nomenclátor publicado por el INE portugués.                   |